# Carefree (filme)
Carefree (bra: Dance Comigo; prt: Quero Sonhar Contigo) é um filme estadunidense de 1938, do gênero comédia musical, dirigido por Mark Sandrich e estrelado por Fred Astaire e Ginger Rogers.

## A produção
A essa altura, os filmes da dupla haviam caído numa fórmula repetitiva, e Carefree foi uma tentativa de fazer algo diferente: aborda um tema mais adulto (a psicanálise); tem mais comédia do que música; a ênfase se desloca de Astaire para Ginger; e os subúrbios substituem a cidade.
Entre os números coreográficos, destaca-se o de Astaire combinando seus passos com tacos de golfe.
Irving Berlin assina cinco canções, entre elas  I Used to Be Color Blind, The Yam e Change Partners. Esta última recebeu uma indicação ao Oscar, assim como a trilha sonora, composta por Victor Baravalle, e a direção de arte.
Apesar de ter rendido US$ 1 731 000, quantia respeitável para a época, o filme deu prejuízo de US$ 68 000, o que levou a direção da RKO a concluir que a dupla Astaire-Rogers já não era mais garantia de lucro certo, como antes. Eles fariam apenas mais um filme no estúdio, The Story of Vernon and Irene Castle (1939), que também fracassou. Mas voltariam a se encontrar ainda uma vez, em  The Barkleys of Broadway (1949), da MGM.

## Sinopse
O psicanalista Tony Flagg aceita analisar a jovem Amanda Cooper, para ver se descobre porque ela rompeu o noivado com Stephen Arden três vezes. Amanda acaba por se apaixonar por ele, forçando-o a hipnotizá-la para incutir em seu subconsciente a ideia de que ela o odeia e ama Stephen. Porém, quando descobre que também foi fisgado por ela, Tony terá de desfazer tudo...

## Premiações
| Prêmio | Categoria                                                          | Situação |
| ------ | ------------------------------------------------------------------ | -------- |
| Oscar  | Melhor Direção de Arte Melhor Trilha Sonora Melhor Canção Original | Indicado |

## Elenco
| Ator/Atriz        | Personagem      |
| ----------------- | --------------- |
| Fred Astaire      | Tony Flagg      |
| Ginger Rogers     | Amanda Cooper   |
| Ralph Bellamy     | Stephen Arden   |
| Luella Gear       | Tia Cora        |
| Jack Carson       | Connors         |
| Clarence Kolb     | Juiz Travers    |
| Franklin Pangborn | Roland Hunter   |
| Walter Kingsford  | Doutor Powers   |
| Kay Sutton        | Senhorita Adams |